# امیلی دیویسون

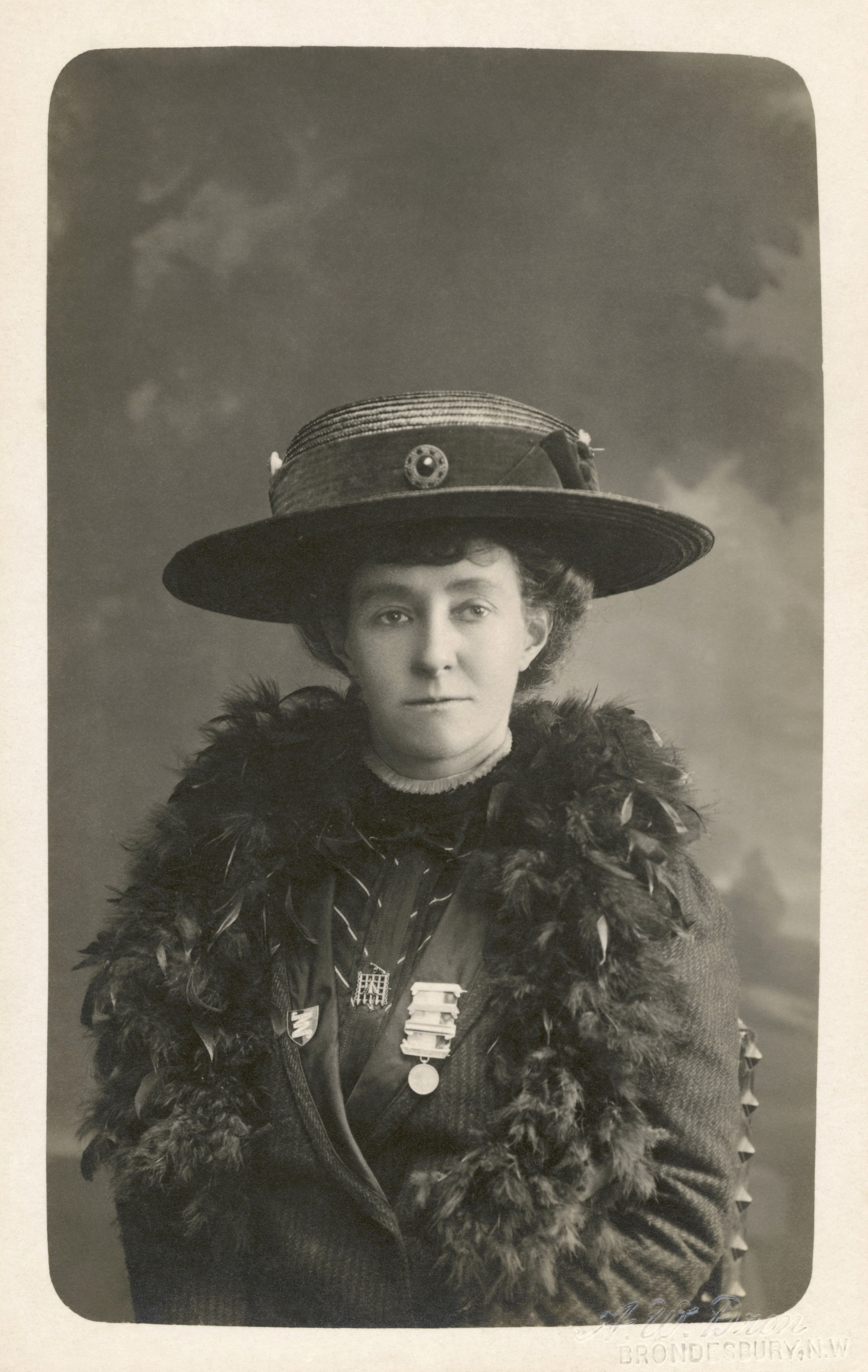
امیلی دیویسون مدال اعتصاب غذای خود را بر تن کرده‌است، c. 1910-1912

امیلی وایلدینگ دیویسون (۱۱ اکتبر ۱۸۷۲). - ۸ ژوئن ۱۹۱۳) از طرفداران حق رای زنان اهل بریتانیا بود که در اوایل سده بیستم برای کسب رأی برای زنان در بریتانیا مبارزه می‌کرد. دیویسون که یکی از اعضای اتحادیه اجتماعی و سیاسی زنان (WSPU) و یک مبارز برای آرمان خود بود، در ۹ نوبت دستگیر شد، هفت بار دست به اعتصاب غذا زد و در چهل و نه نوبت به زور غذا خورد. او پس از برخورد با اسب پادشاه جورج پنجم، آنمر در دربی ۱۹۱۳ هنگامی که در طول مسابقه به پیست رفت، در سن ۴۰ سالگی جان باخت.
دیویسون در خانواده ای متوسط بزرگ شد و قبل از اینکه به عنوان معلم و فرماندار مشغول به کار شود در کالج رویال هالووی لندن و کالج سنت هیو آکسفورد تحصیل کرد. او در نوامبر ۱۹۰۶ به WSPU پیوست و در طول راهپیمایی‌ها افسر سازمان و مباشر ارشد شد. او خیلی زود به دلیل اقدام ستیزه جویانه خود در سازمان شناخته شد. تاکتیک‌های او شامل شکستن شیشه‌ها، پرتاب سنگ، آتش زدن صندوق‌های پستی، کار گذاشتن بمب و در سه نوبت، پنهان شدن در کاخ وست‌مینستر - از جمله در شب سرشماری ۱۹۱۱ بود. تشییع جنازه او در ۱۴ ژوئن ۱۹۱۳ توسط WSPU سازماندهی شد. صفوفی متشکل از ۵۰۰۰ نفر از افراد طرفداران حق رای زنان و حامیان آنها تابوت او را همراهی کردند و ۵۰۰۰۰ نفر در مسیر لندن به احترام او ایستادند. سپس تابوت او با قطار به محل زندگی خانوادگیش در مورپث، نورثامبرلند برده شد.
دیویسون یک فمینیست سرسخت و مسیحی پرشور بود و براین باور بود که سوسیالیسم یک نیروی اخلاقی و سیاسی برای خیر است. بسیاری از زندگی او از طریق نحوه مرگش تفسیر شده‌است. او هیچ توضیح قبلی در مورد آنچه قصد داشت انجام دهد ارائه نکرد و عدم قطعیت انگیزه‌ها و نیات او بر نحوه قضاوت او توسط تاریخ تأثیر گذاشته‌است. چندین نظریه  برای مرگ او از جمله تصادف، خودکشی، یا تلاش برای چسباندن پرچم حق رأی به اسب پادشاه ارائه شده‌است.

## زندگی

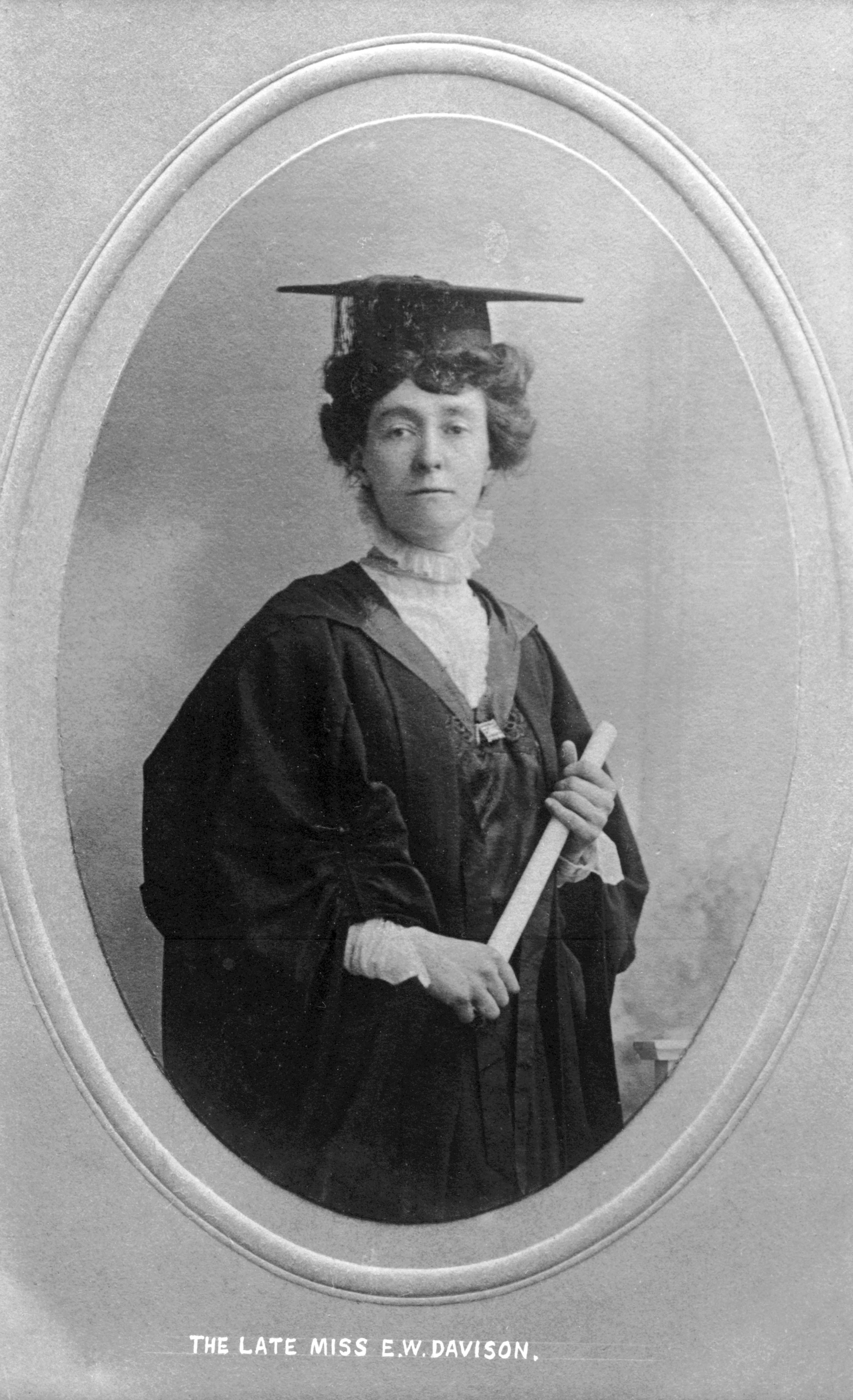
دیویسون در سال ۱۹۰۸

### سنین جوانی و آموزش
امیلی وایلدینگ دیویسون در ۱۱ اکتبر ۱۸۷۲ در خانه راکسبورگ، گرینویچ، در جنوب شرقی لندن به دنیا آمد. والدین او چارلز دیویسون، یک تاجر بازنشسته، و  خواهرزاده کیزلی، هر دو از مورپث ، نورثامبرلند بودند.  در زمان ازدواج او با مارگارت در سال ۱۸۶۸، چارلز ۴۵ ساله و مارگارت ۱۹ ساله بود.  امیلی سومین فرزند از چهار فرزند این زوج بود. خواهر کوچکتر او در سال ۱۸۸۰ در سن شش سالگی بر اثر دیفتری درگذشت.    ازدواج با مارگارت دومین ازدواج چارلز بود. ازدواج اول او قبل از مرگ همسرش در سال ۱۸۶۶  بود.
خانواده دیویسون  به ساوبریج‌وورث، هرتفوردشر نقل مکان کردند، در حالی که امیلی هنوز نوزاد بود. تا ۱۱ سالگی در خانه تحصیل کرد. هنگامی که والدینش به لندن نقل مکان کردند، او به یک مدرسه روزانه رفت، سپس یک سال را در دانکرک فرانسه گذراند.  هنگامی که او ۱۳ سال داشت به دبیرستان مدرسه مقدماتی کنزینگتون رفت و بعداً در سال ۱۸۹۱ برای تحصیل ادبیات، بورسیه ای را به کالج رویال هالووی برد. پدرش در اوایل سال ۱۸۹۳ درگذشت و او مجبور شد به تحصیل خود پایان دهد زیرا مادرش توانایی پرداخت هزینه‌های ۲۰ پوندی در هر ترم را نداشت. 
پس از ترک هالووی، دیویسون به یک سرپرست  تبدیل شد و عصرها به مطالعه ادامه داد.  او به اندازه کافی پول پس‌انداز کرد تا در کالج سنت هیو، آکسفورد، برای یک ترم ثبت نام کند تا بتواند در امتحانات نهایی شرکت کند.  او در زبان انگلیسی به افتخارات درجه یک دست یافت، اما نتوانست فارغ‌التحصیل شود زیرا مدارک تحصیلی آکسفورد برای زنان موجود نبود.  او بین سالهای ۱۸۹۵ و ۱۸۹۶ برای مدت کوتاهی در یک مدرسه کلیسا در ادگباستون کار کرد، اما این کار را دشوار دید و به Seabury، یک مدرسه خصوصی در وورتینگ نقل مکان کرد. او در سال ۱۸۹۸ شهر را ترک کرد و معلم خصوصی و سرپرست خانواده ای در نورث همپتون شایر شد.    در سال ۱۹۰۲ برای دریافت مدرک در دانشگاه لندن شروع به خواندن درس کرد. او در سال ۱۹۰۸ با درجه سه ممتاز فارغ‌التحصیل شد.  

### فعالیت
دیویسون در نوامبر ۱۹۰۶ به اتحادیه اجتماعی و سیاسی زنان  املین پنکهرست پیوست.   دیویسون به مبارزات انتخاباتی WSPU پیوست و در طول راهپیمایی‌ها افسر سازمان و مباشر ارشد شد.  در سال ۱۹۰۸ یا ۱۹۰۹ او شغل خود را به عنوان آموزگار ترک کرد و تمام زمانش را وقف اتحادیه کرد.  او شروع به انجام اقدامات تقابلی فزاینده ای کرد، که باعث شد سیلویا پانکهورست دختر املین و عضو تمام وقت WSPU او را به عنوان «یکی از جسورترین و بی پرواترین مبارزان» توصیف کند.   در مارس ۱۹۰۹ او برای اولین بار دستگیر شد. او بخشی از یک هیئت ۲۱ زن بود که از کاکستون هال برای دیدن نخست‌وزیر، هربرت هنری اسکویت راهپیمایی کردند،  راهپیمایی با درگیری با پلیس به پایان رسید و او به دلیل تعرض به پلیس دستگیر و به یک ماه زندان محکوم شد.   

## یادداشت
1. ↑  At the time of Davison's studies, Holloway was not a constituent school of the University of London and could not award degrees, so her studies were for the qualification of the Oxford Honour School.[۶]
2. ↑  Sources differ over the subject of her degree. Some state that she studied modern languages,[۱][۸] others that she graduated in classics and mathematics.[۹][۱۰]
3. ↑  Such tactics included vandalism, arson and planting bombs.[۱۳]